# Von großen und kleinen Tieren

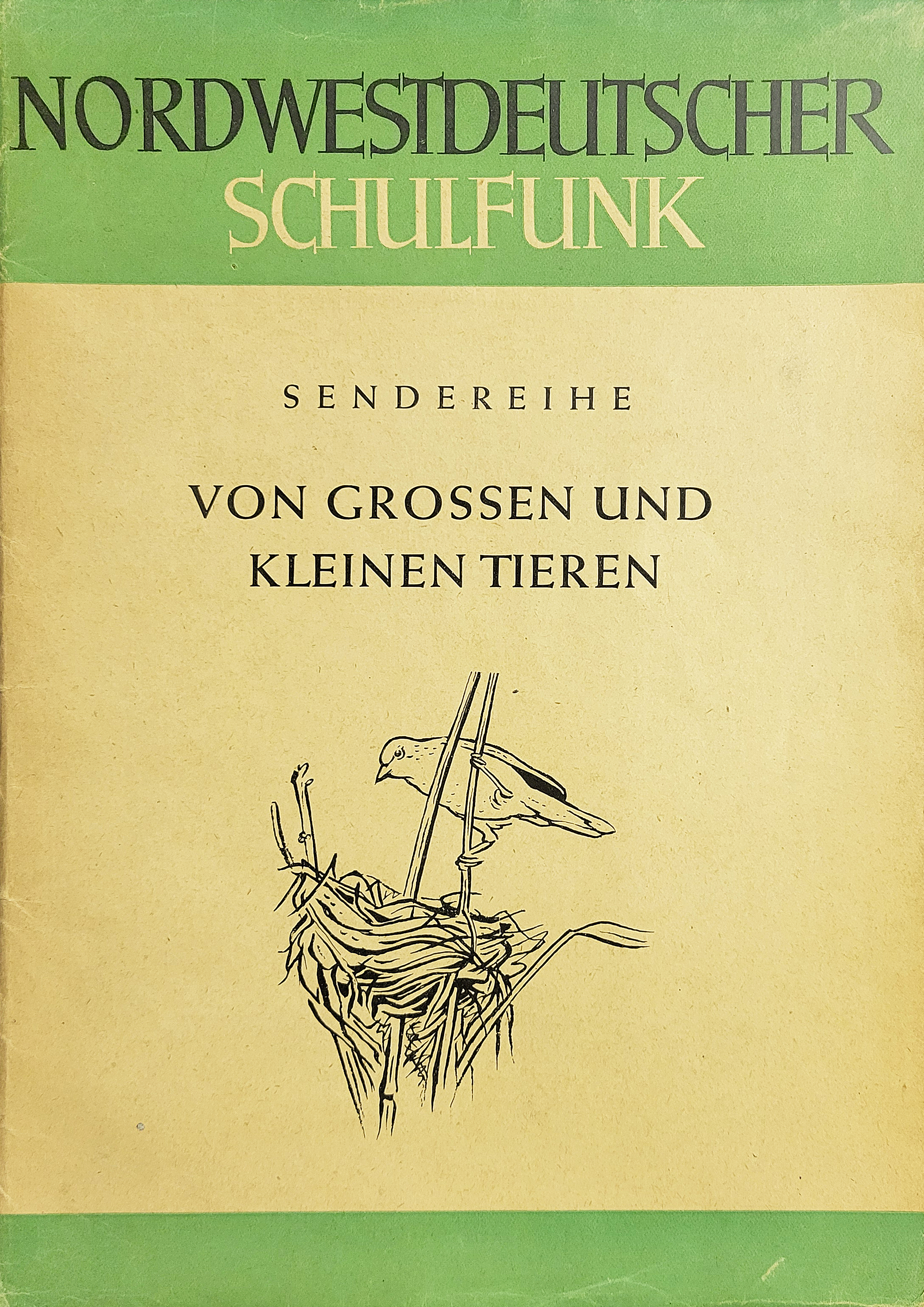
Cover der ersten NWDR-Programm-Mappe 1948

Von großen und kleinen Tieren (vormals kurzzeitig Mensch und Tier und Tiere um uns) ist der Name einer ehemaligen Sendereihe des Schulfunks.
Die Sendereihe wurde von 1947 bis weit in die 1970er wöchentlich im Vormittags- und Nachmittagsprogramm des NWDR-Hamburg- bzw. NDR-Schulfunks gesendet und gehörte neben der Reihe Neues aus Waldhagen zu den erfolgreichsten und langlebigsten Sendereihen. Autor und Sprecher war Wilhelm Theodor Peter Behn. Verantwortlicher Redakteur war u. a. Friedrich Böer.
Die Reihe war bei Schülern und auch vielen Erwachsenen sehr beliebt. Sie profitierte besonders von der fesselnden Erzählweise des Autors.
Insgesamt wurden ca. 220 Folgen produziert, welche zu einem weit überwiegenden Teil von heimischen Tieren handelten und stets in persönlich Erlebtem des Autors gestaltet waren.
Seit 1961 wurden nahezu ausschließlich Wiederholungen gesendet, die allerdings von Wilhelm Behn häufig neu eingesprochen wurden.
Als schulisches Begleitmaterial wurden seit 1948 jährlich 2 Programm-Mappen mit Sendeterminen, Sendetiteln, Bildtafeln und Beschreibungen der jeweiligen Tiere an die Lehrerschaft ausgegeben.
37 von Behns Tiergeschichten wurden 1976/77 von Ariola auf Schallplatte und Kompaktkassette veröffentlicht.